# 一関コミュニティFM
一関コミュニティFM株式会社（いちのせきコミュニティエフエム）は、岩手県一関市および西磐井郡平泉町の各一部地域を放送区域として超短波放送（FM放送）をする特定地上基幹放送事業者である。
FMあすも（エフエムあすも、FM ASMO）の愛称（公募による命名、「明日も」の意）でコミュニティ放送をしている。

## 概要
2012年（平成24年）開局。
東日本大震災後の開局ということもあり防災情報に力を入れており、一関市が公設民営方式で設置したものであるが、株主として出資はしていない。
その他、マスメディア集中排除原則で支配関係とされる者もない。
受信エリアは一関市と平泉町の一部で、エリア内の人口は約13万人。
開局時は親局及び中継局2局であったが、2013年（平成25年）に中継局4局が開局。うち3局は受信障害対策中継放送の制度によるギャップフィラー中継局で一関市が免許人であった。
受信障害対策中継放送は地上波テレビジョン放送を対象に開始されたもので、コミュニティ放送に適用されるのはいわき市民コミュニティ放送（SEA WAVE）と共に初の事例である。
後に中継局は全て一関市のギャップフィラー中継局となり、一関コミュニティFMは中継局を保有せず、公設民営方式で運用のみしている。
閉店したダイエー一関店（現・なのはなプラザ）の建物4階に本社とメインスタジオが、1階にサテライトスタジオが設けられている。
一関市及び平泉町の市政・町政情報も放送している。自社制作番組以外の時間は、J-WAVEの番組を放送する。

## 沿革
- 2011年（平成23年）12月26日 - スタッフがブログ開始。
- 2012年（平成24年）
  - 1月10日 -  一関コミュニティFM株式会社設立。
  - 3月23日 - 親局及び中継局2局の特定地上基幹放送局の予備免許取得。
  - 4月23日 - 親局及び中継局2局の特定地上基幹放送局の免許取得。
  - 4月29日 - 正午より本放送を開始。
- 2013年（平成25年）
  - 3月13日 - 中継局1局の免許取得、一関市もギャップフィラー中継局1局の免許取得[4]。
  - 4月9日 - 一関市がギャップフィラー中継局2局の免許取得[4]。
  - 9月1日 - 一関市は、一関コミュニティFMが開設した中継局3局をギャップフィラー中継局として免許取得[4]。
- 2022年（令和4年）10月3日 - 月曜日から木曜日の10:00 - 12:00、及び13:00 - 17:00の番組をFMねまらいん（大船渡市）へネット開始。当該番組の中で、FMねまらいんのスタジオから中継するコーナーが設けられる。

## 主な番組
- NEW DAY, NEW LIFE（月 - 木 森英隆 6:30 - 10:00）、GOODTIME（金 長田信也 6:30 - 11:00）
- YOURS（月 - 火 小野寺香乃、水 - 木 嶋沙知子 10:00 - 12:00、金 小山羊右 11:00 - 14:00）
- 塩竃一常GET KING!!（月 - 火 塩竃一常 12:00 - 15:00、金 塩竃一常、青木環実、小野寺智隆 14:00 - 20:00）
- 街とラジオ（水 - 木 塩竃一常、小野寺香乃 12:00 - 15:00）
- COLORFUL（月 - 金 白石美佳 15:00 - 17:00）
- THE STANDARD（月 - 金 佐藤嘉信 17:00 - 19:00）
- 小山羊右 music burger（土 - 日 9:00 - 12:00）
- asmo artist file（19:30 - 19:55）
  - ツジヤマガクのイヌマニマンデー （月）
  - 吉野崇のHockory Mattary（火）
  - 皆川洋一のちになるハナシ（水）
  - 姫神・星吉紀の北天幻想（木）
- おまけのGET KING!!（金 19:30 - 20:00）
- 一関市からのお知らせ Daily I-Style《一関市提供》
  - （月 - 金 7:00 - 7:20）慶弔のお知らせ／クリーンメッセージ（きょうのごみ回収）／イベントカレンダー／一関市からのお知らせ／市民歌 など　
  - （月 8:20 - 8:30）おはよう市役所
  - （火 8:20 - 8:30）kids sing a song　
  - （水 8:20 - 8:30）文化情報いちのせき　
  - （木 8:20 - 8:30）いきいきライフいちのせき　
  - （金 8:20 - 8:30）学校通信
  - （月 - 金 9:20 - 9:30）今日の当番医／イベントカレンダー／広報I-Styleから
  - （月 12:15 - 12:30）ラジオ市長室 in asmo
  - （火 - 金 12:20 - 12:30）あなたとつながる〇〇地域
  - （月 - 金 14:20 - 14:30）夜間救急当番医／イベントカレンダー／広報I-Styleから
  - （月 - 金 18:20 - 18:30）慶弔のお知らせ／夜間救急当番医／クリーンメッセージ（明日のごみ回収）／イベントカレンダー／広報I-Styleから

## 専用ラジオ
開局に際し、一関市は全世帯および事業所にFMあすも専用ラジオ（一関防災ラジオ） という名称の緊急告知FMラジオ（市内にある千厩マランツ製造）を無償配付した。
専用ラジオは、災害時等は市役所等から強制起動し災害情報等を流すことが可能で、従来の同報無線の個別受信機の役割も担う。
強制起動の信号はDTMFによるもので、緊急警報放送で使用されている信号との互換性はなく、市販の緊急警報放送の受信機能付きラジオでは強制起動されない。
LEDライトも搭載している。